# Премијер лига Босне и Херцеговине у фудбалу 2018/19.
Премијер лига Босне и Херцеговине у фудбалу 2018/19. која је због спонзорског уговора носила име БХ Телеком Премијер лига била је седамнаеста сезона Премијер лиге Босне и Херцеговине у којој су играли клубови из оба ентитета у Босни и Херцеговини. У овој сезони се  такмичи 12 клубова, од чега 9 из Федерације БиХ и 3 из Републике Српске.
Нови прволигаши у овој сезони су Звијезда 09 из Бијељине (Прва лига РС) и  Тузла Сити из Симиног Хана код Тузле (Прва лига Федерације БиХ). Из лиге су испали Витез и Борац Бања Лука.

## Систем такмичења
Систем такмичења је исти као прошле сезоне. Након 22 одиграна кола по двоструком бод систему лига од 12 клубова се на основу тада утврђеног пласмана дели на две групе од по шест - горњу (Плеј-оф, позиције од прве до шесте) и доњу (Плеј-аут, позиције од седме до дванаесте). Број освојених бодова у првом делу лиге тада се полови (у случају дељења непарног броја, количник се заокружује на први наредни цео број), а даље се такмичење унутар група одвија по двоструком бод систему у укупно 10 кола. По завршетку такмичења у Плеј-офу и Плеј-ауту утврђује се коначни пласман Суперлиге за ту сезону.
- Плеј-оф:

Најбоље пласирани тим осваја титулу и стиче право учешћа у квалификацијама за Лигу шампиона. Тимови који су такмичење завршили на другој и трећој позицији добијају место у квалификацијама за Лигу Европе. У случају да је неки од три првопласирана клуба уједно и освајач Купа Србије у истој сезони, четвртопласирани тим лиге такође иде у квалификације за Лигу Европе.
- Плеј-аут:

Два најлошије пласирана тима (позиције 11. и 12. у коначном пласману) испадају из Премијер лиге, а од наредне сезоне ће се уместо њих у елитном рангу такмичити два клуба која су била освајачи Прве лиге Републике Српске, односно Прве лиге Федерације Босне и Херцеговине.

## Састав Премијер лига Босне и Херцеговине у сезони 2018/19.
| Челик                      | ГОШК | Крупа | Младост                      |
| -------------------------- | --- | --- | ---------------------------- |
| Стадион Билино поље        | Стадион Перица Перо Павловић | Стадион Крупа на Врбасу |                              |
| Капацитет: 15.292          | Капацитет 3.000 | Капацитет 3.500 | Капацитет 3.000              |
|                            | [[File:\|550px\|alt=]] | |                              |
| Радник                     | ЧеликСлобода · Тузла СитиМладостРадникСарајевоШироки БријегЗвијезда 09ЗрињскиЖељезничарКрупаГОШК Локација клубова у сезони 2018/19. | ЧеликСлобода · Тузла СитиМладостРадникСарајевоШироки БријегЗвијезда 09ЗрињскиЖељезничарКрупаГОШК Локација клубова у сезони 2018/19. | Сарајево                     |
| Градски стадион у Бијељини | ЧеликСлобода · Тузла СитиМладостРадникСарајевоШироки БријегЗвијезда 09ЗрињскиЖељезничарКрупаГОШК Локација клубова у сезони 2018/19. | ЧеликСлобода · Тузла СитиМладостРадникСарајевоШироки БријегЗвијезда 09ЗрињскиЖељезничарКрупаГОШК Локација клубова у сезони 2018/19. | Стадион Асим Ферхатовић Хасе |
| Капацитет: 6,000           | ЧеликСлобода · Тузла СитиМладостРадникСарајевоШироки БријегЗвијезда 09ЗрињскиЖељезничарКрупаГОШК Локација клубова у сезони 2018/19. | ЧеликСлобода · Тузла СитиМладостРадникСарајевоШироки БријегЗвијезда 09ЗрињскиЖељезничарКрупаГОШК Локација клубова у сезони 2018/19. | Капацитет: 35,630            |
|                            | ЧеликСлобода · Тузла СитиМладостРадникСарајевоШироки БријегЗвијезда 09ЗрињскиЖељезничарКрупаГОШК Локација клубова у сезони 2018/19. | ЧеликСлобода · Тузла СитиМладостРадникСарајевоШироки БријегЗвијезда 09ЗрињскиЖељезничарКрупаГОШК Локација клубова у сезони 2018/19. |                              |
| Слобода                    | ЧеликСлобода · Тузла СитиМладостРадникСарајевоШироки БријегЗвијезда 09ЗрињскиЖељезничарКрупаГОШК Локација клубова у сезони 2018/19. | ЧеликСлобода · Тузла СитиМладостРадникСарајевоШироки БријегЗвијезда 09ЗрињскиЖељезничарКрупаГОШК Локација клубова у сезони 2018/19. | Широки Бријег                |
| Стадион Тушањ              | ЧеликСлобода · Тузла СитиМладостРадникСарајевоШироки БријегЗвијезда 09ЗрињскиЖељезничарКрупаГОШК Локација клубова у сезони 2018/19. | ЧеликСлобода · Тузла СитиМладостРадникСарајевоШироки БријегЗвијезда 09ЗрињскиЖељезничарКрупаГОШК Локација клубова у сезони 2018/19. | Стадион Пецара               |
| Капацитет: 7.200           | ЧеликСлобода · Тузла СитиМладостРадникСарајевоШироки БријегЗвијезда 09ЗрињскиЖељезничарКрупаГОШК Локација клубова у сезони 2018/19. | ЧеликСлобода · Тузла СитиМладостРадникСарајевоШироки БријегЗвијезда 09ЗрињскиЖељезничарКрупаГОШК Локација клубова у сезони 2018/19. | Капацитет: 7.000             |
|                            | ЧеликСлобода · Тузла СитиМладостРадникСарајевоШироки БријегЗвијезда 09ЗрињскиЖељезничарКрупаГОШК Локација клубова у сезони 2018/19. | ЧеликСлобода · Тузла СитиМладостРадникСарајевоШироки БријегЗвијезда 09ЗрињскиЖељезничарКрупаГОШК Локација клубова у сезони 2018/19. |                              |
| Тузла Сити                 | Зрињски | Звијезда 09 | Жељезничар                   |
| Стадион Тушањ              | Стадион под Бијелим бријегом | Градски стадион у Угљевику | Стадион Грбавица             |
| Капацитет: 7.200           | Капацитет: 9.000 | Капацитет: 5.000 | Капацитет 13.785             |
|                            | | |                              |

## Табела
Легенда:
|  | М  | Клуб          | Одиг. | Поб. | Нер. | Пор. | ГД | ГП | ГР  | Бод. |
|  | -- | ------------- | ----- | ---- | ---- | ---- | -- | -- | --- | ---- |
|  | 1  | Сарајево      | 33    | 21   | 7    | 5    | 68 | 20 | +48 | 70   |
|  | 2  | Зрињски       | 33    | 19   | 8    | 6    | 46 | 22 | +24 | 65   |
|  | 3  | Широки Бријег | 33    | 13   | 15   | 5    | 40 | 23 | +17 | 54   |
|  | 4  | Жељезничар    | 33    | 14   | 8    | 11   | 43 | 32 | +11 | 50   |
|  | 5  | Радник1       | 33    | 10   | 14   | 9    | 29 | 25 | +4  | 44   |
|  | 6  | Младост       | 33    | 12   | 7    | 14   | 36 | 45 | -9  | 43   |
|  | 7  | Челик         | 33    | 11   | 10   | 12   | 30 | 49 | -19 | 43   |
|  | 8  | Слобода       | 33    | 10   | 8    | 15   | 22 | 31 | -9  | 38   |
|  | 9  | Звијезда 09   | 33    | 9    | 11   | 13   | 33 | 45 | -12 | 38   |
|  | 10 | Тузла Сити    | 33    | 9    | 9    | 15   | 32 | 44 | -12 | 36   |
|  | 11 | Крупа         | 33    | 8    | 9    | 16   | 40 | 48 | -8  | 33   |
|  | 12 | ГОШК          | 33    | 5    | 8    | 20   | 23 | 54 | -31 | 23   |

- 1  Зато што је Широки Бријег обезбедио учешће у Лиги Европе преко купа, право наступа у овом такмичењу стекао је четвртопласирани тим. Пошто Железничар није добио лиценцу, право наступа стекао је Радник као петопласирани тим.